# فرانک دی ویلیامز
فرانک دی ویلیامز (انگلیسی: Frank D. Williams؛ ‏زاده ۲۱ مارس ۱۸۹۳ - درگذشت ۱۵ اکتبر ۱۹۶۱) فیلم‌بردار اهل ایالات متحده آمریکا بود. او فیلم‌بردار فعال نخستین سال‌های فعالیت هالیوود بود.

## فیلم‌شناسی
- بیست دقیقه عشق
- یک روز شلوغ
- مسابقه اتومبیل‌رانی در ونیز
- مخمصه عجیب میبل
- فیلم جانی
- مانده در باران
- دوستش راهزن
- رومئوی بی‌پروا